# Vol JAT 367
Le vol JAT 367 fait référence à une catastrophe aérienne d'origine criminelle qui a eu lieu le 26 janvier 1972.

## Circonstances

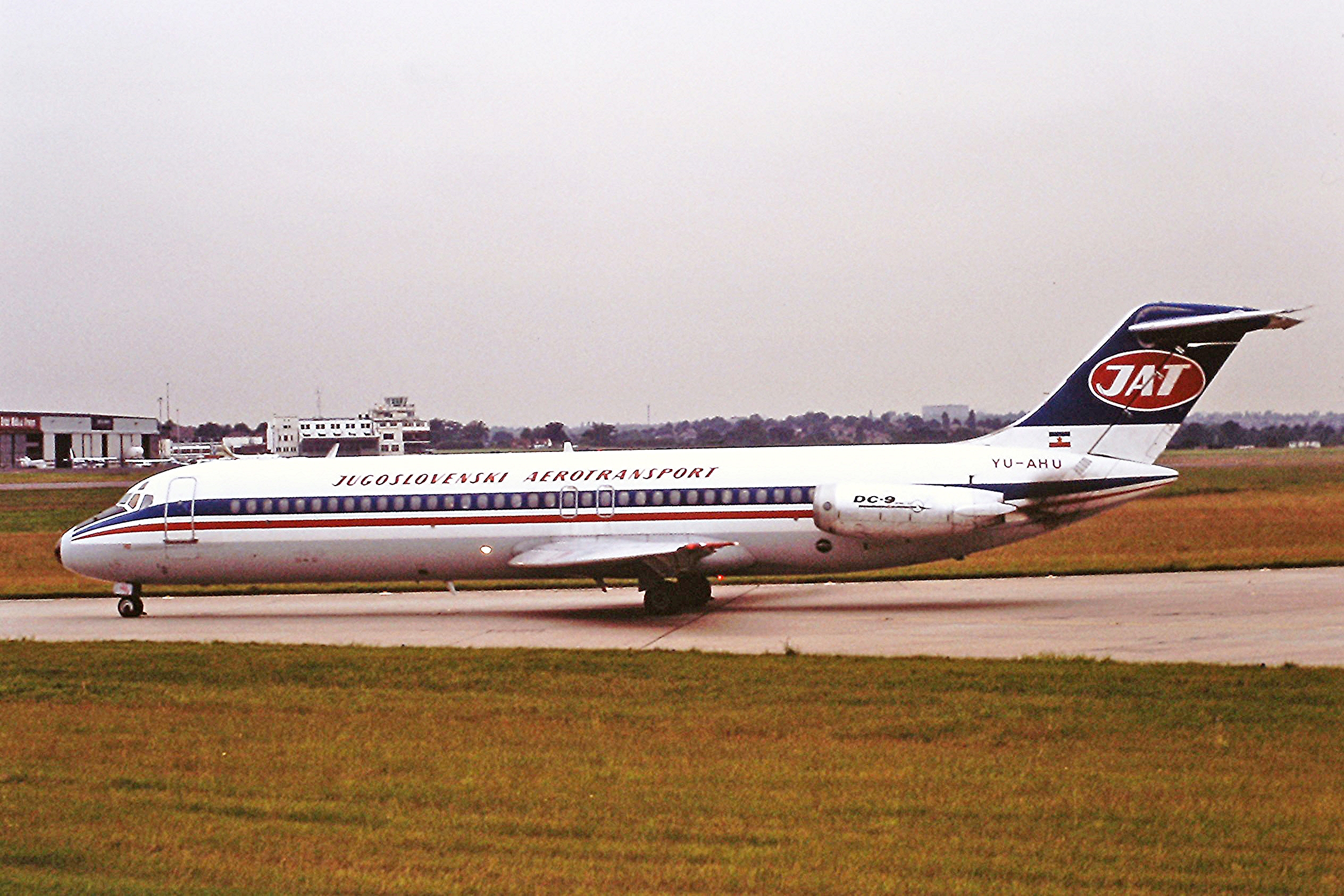
Un Douglas DC-9 de la compagnie JAT, similaire à celui impliqué dans l'incident.

Le 26 janvier 1972, le DC-9 de la compagnie JAT assurait la liaison entre Stockholm et Belgrade via Copenhague en passant par Zagreb. Après environ une heure de vol, une bombe cachée dans un bagage par un terroriste croate explose. L'appareil, piloté par le capitaine Ludvig Razdrih, est coupé en deux et tombe sur 10 160 mètres, finissant par s'écraser près du village tchèque de Srbská Kamenice, faisant 27 morts sur les 28 passagers.
Vesna Vulović, hôtesse de l'air à son bord, survit à cette chute de plus de 10 000 mètres.

## Propagande de la guerre froide?
C'est ce que concluent en 2009 après deux ans d'enquête, trois journalistes allemands et tchèques (Peter Hornung-Andersen, Tim van Beveren et Pavel Theiner) qui ont publié leurs résultats dans le magazine Tagesschau et lors d'une émission spéciale diffusée par la station de radio allemande ARD,,.
Ils tirent leurs conclusions de l'étude de documents « Top Secret » déclassifiés provenant des autorités civiles tchèques et des archives nationales tchèques. Leur thèse est que, à la suite de problèmes techniques, le vol 367 a brutalement perdu de l'altitude puis dévié de sa trajectoire, peut-être pour tenter un atterrissage d'urgence. Il aurait alors été pris pour un appareil hostile et abattu par un ou plusieurs MIG des forces aériennes tchécoslovaques. Deux raisons sont avancées pour expliquer cette agression : 
- le DC-9 a pénétré dans une zone militaire de haute sécurité (il y avait une base soviétique de lancement de missiles nucléaires tout près du lieu du crash) ;
- Leonid Brejnev, premier secrétaire de l'URSS était à Prague en visite secrète de son homologue de RDA Erich Honecker. L'avion de Brejnev venait de décoller de Prague et se trouvait à proximité du vol 367.

La Sécurité d'État tchécoslovaque aurait caché les déclarations de témoins ayant vu l'appareil en flammes, mais entier, sous les nuages puis exploser à une altitude d'environ 800 m. Un rapport d'enquête yougoslave indiquait aussi que c'était l'altitude qui correspondait à la zone de dispersion des débris.
L'aviation civile tchèque récusa cette enquête mais ne fit aucun commentaire sur les documents découverts. L'armée tchèque rejeta aussi l'enquête arguant qu'au moins 150 à 200 personnes auraient dû être au courant et qu'il était impossible qu'il n'y ait pas eu de fuites pendant 40 ans.
Concernant cette théorie, la survivante Vesna Vulović réagit : « à la fin, il s'avérera que je n'étais même pas dans cet avion ! ».